# D'où l'on vient
Pour plus de détails, voir Fiche technique et Distribution.
D’où l’on vient (In the Heights) est un film musical américain réalisé par Jon Chu, sorti en 2021. Il s'agit de l'adaptation de la comédie musicale In the Heights, créé par Lin-Manuel Miranda et Quiara Alegría Hudes à Broadway (2005).

## Synopsis
Plusieurs personnes vivent dans le quartier de Washington Heights, centre de la communauté hispanique à New York :
- Usnavi, petit épicier de quartier rêve d'ouvrir son propre club en République dominicaine, son pays de naissance ;
- Vanessa, une jeune femme qui travaille comme esthéticienne, mais qui souhaite devenir styliste de mode et monter sa propre entreprise ;
- Abuela, la grand-mère du quartier sans enfants, présente pour tout le monde ;
- Benny, qui travaille dans une entreprise de chauffeur de taxi, mais qui ne souhaite pas faire cela toute sa vie ;
- Nina, fille du gérant de l'entreprise de taxi, qui effectue de brillantes études à l'université Stanford, mais  ne s'y sent pas intégrée et souhaite arrêter ses études.

Quand une panne de courant arrive dans le quartier, celle-ci vient remettre en question toutes les espérances de chacun.

## Fiche technique
- Titre : D'où l'on vient
- Titre original : In the Heights
- Réalisation : Jon Chu
- Scénario : Quiara Alegría Hudes, d'après leur comédie-musicale In the Heights de Quiara Alegría Hudes et Lin-Manuel Miranda (2005)
- Musique : Alex Lacamoire, Lin-Manuel Miranda et Bill Sherman
  - Paroles : Lin-Manuel Miranda
  - Direction musicale : Steven Gizicki et Adriana Grace
- Chorégraphie : Christopher Scott [2]
- Direction artistique : Brian Goodwin
- Décors : Nelson Coates
- Costumes : Mitchell Travers
- Photographie : Alice Brooks
- Montage : Myron I. Kerstein
- Production : Anthony Bregman, Mara Jacobs, Scott Sanders, Lin-Manuel Miranda et Quiara Alegria Hudes
  - Production déléguée : David Nicksay et Kevin McCormick
- Sociétés de production : Warner Bros., 5000 Broadway, Barrio Grrrl!, Likely Story et Scott Sanders Productions
- Société de distribution : Warner Bros.
- Pays de production :  États-Unis
- Langues originales : anglais et espagnol
- Format : couleur
- Genre : drame, romance et film musical
- Durée : 143 minutes
- Dates de sortie :
  - États-Unis : 9 juin 2021 (festival du film de Tribeca) ; 11 juin 2021 (sortie nationale)
  - Canada : 11 juin 2021
  - France : 23 juin 2021
  - Belgique : 7 juillet 2021

## Distribution
- Anthony Ramos (VF : Mathias Timsit) : Usnavi de la Vega
- Leslie Grace (VF : Marion Gress) : Nina Rosario
  - Ariana Greenblatt : Nina, jeune
- Corey Hawkins (VF : Diouc Koma) : Benny
- Melissa Barrera (VF : Victoria Grosbois) : Vanessa
- Olga Merediz (VF : Léonor Galindo-Frot) : Abuela Claudia
- Daphne Rubin-Vega (VF : Emmanuelle Rivière) : Daniela
- Gregory Diaz IV (VF : Tom Trouffier) : Sonny
- Stephanie Beatriz (VF : Claire Morin) : Carla
- Jimmy Smits (VF : Bernard Lanneau) : Kevin Rosario
- Dascha Polanco (VF : Déborah Claude) : Cuca
- Lin-Manuel Miranda (VF : Pascal Nowak) : le piragüero
- Marc Anthony (VF : Benjamin Penamaria) : le père de Sonny

 Source et légende : version française (VF) sur RS Doublage et carton de doublage cinématographique .

## Production
La comédie musicale était initialement prévue pour une sortie le 26 juin 2020. Cependant, elle a été retardée à juin 2021 en raison de la Pandémie de Covid-19.

### Tournage
Le tournage débute le 1er juin 2019 comme l'annonce le réalisateur Jon M Chu sur les réseaux sociaux, il se termine ensuite deux mois plus tard le 10 août 2019.

## Distinction

### Nomination
- Golden Globes 2022 : Meilleur acteur dans un film musical ou une comédie pour Anthony Ramos